# André Laronde
André Laronde  (19 de junho de 1940 - 1 de fevereiro de 2011) foi um arqueólogo helenista francês. Em 1976, tornou-se chefe da Missão Arqueológica Francesa em Trípoli, na Líbia.